# ضاعا
ضاعا، قرية من قرى محافظة العلا، والتابعة لمنطقة المدينة المنورة في السعودية. تقع في شمال المدينة المنورة، وتبعد عنها بمسافة تقارب ( ) كيلو متر، وعن العلا بمسافة تقارب ( ) كيلو متر.

## مميزاتها
تتميز القرية بوجود عدد من مزارع النخيل فيها وكذلك عدد من ابار المياة، كما تتوسط القرية منطقة برية شاسعة، وتقع على الطرق الواصل بين محافظة خيبر ومحافظة العلا ، كما تعتبر متنفس طبيعي لمرتادي البرية والمستمتعين بأجوائها نظرا لوجودها في بيئة برية متنوعة التضاريس حيث تحيط بها الجبال وتخترقها عدد من الاودية، وتتوفر بها عدد من الأشجار الطبيعية كالسمر والرمث والطرفا وغيرها